# Бринкман, Альфред
Альфред Бринкман (нем. Alfred Brinckmann; 3 января 1891, Киль — 30 мая 1967, Киль) — немецкий шахматист, международный мастер (1953). Арбитр.
Участник ряда национальных и международных соревнований, однако крупного успеха добился лишь однажды, выиграв турнир в Берлине в 1927 году. Результаты в других соревнованиях: Гамбург (1921) — 10-е (единственный из участников нанёс поражение победителю турнира Э. Посту), Франкфурт-на-Майне (1923) — 9-е, Магдебург (1927) — 7-8 (единственный из участников нанёс поражение победителю турнира Р. Шпильману), Берлин (1928) — 6-8.
С 1950 года и до своей смерти был секретарём Германского шахматного союза.
Альфред Бринкман также известен как литератор и журналист. Его перу, в частности, принадлежат труды, посвящённые биографиям З. Тарраша, Е. Д. Боголюбова, К. Рихтер